# O Pobre
O Pobre foi um jornal brasileiro editado em Porto Alegre.
Editado, de forma anônima, por Antônio José da Silva Monteiro, ferrenho oposicionista dos farroupilhas, que faleceu em combate na Ponte da Azenha, ao estourar a revolução em 20 de setembro de 1835.
Foi um jornal de tendências imperiais, defendendo o presidente da província José Mariani. Iniciou sua circulação em 8 de fevereiro de 1834, encerrando suas atividades em setembro do mesmo ano. Tinha como divisa The weapon of the wise is reason; the weapon of the fool is steel (A arma do sábio é a razão; a arma do burro é o aço).
Era impresso, em formato 16 x 22 cm, na tipografia de Claude Dubreuil e circulava aos sábados pela manhã.